# 쓰치야 요시히코
쓰치야 요시히코(일본어: 土屋 義彦, 1926년 5월 31일~2008년 10월 5일)는 5선 참의원 의원을 지낸 일본의 정치인이다.

## 생애
1926년 5월에 이바라키현 나메가타군 이타코정(현 이타코시)에서 태어났다. 아버지는 내무성 기술직 관료로 일하고 있었는데 쓰치야가 6살일 때 사망했다. 이후 어머니가 자식들을 남긴 채 집을 나가자 쓰치야와 셋째는 도쿄부 기타토시마군 다카다정(현 도쿄도 도시마구 다카다)에서 목수일을 하던 조부모집으로 갔고 둘째는 다이쇼 제약 이사로 있던 고모부 우에하라 쇼키치의 양자가 되었다.
쓰치야의 할아버지는 다카다정의회 의원을 역임한 뒤 시즈오카현 가모군 이나즈사촌(현 시모다시)으로 이사했기에 쓰치야도 시즈오카현에서 중학교를 나왔다. 할아버지는 이나즈사촌에서 양조장을 경영하면서 촌의회 의원으로 활동하다가 사망했고 이후 쓰치야는 할머니와 함께 할아버지의 양조장을 경영하면서 어린 시절을 보냈다. 하지만 할아버지 사후의 생활은 어려웠기에 쓰치야는 대학 진학을 희망했음에도 사정상 이를 포기해야 했다.
1945년에 징병되어 나고야시에 있는 제6연대에 입대했으며 이후 하마마쓰시로 파견되어 참호를 파는 일을 했다. 종전과 함께 제대한 뒤 고모부의 집에서 하숙 생활을 했다. 이때 다이쇼 제약에서 일을 하며 주오 대학 상학부를 다녔다. 쓰치야가 대학을 졸업한 1950년에 고모부가 참의원 의원이 되자 쓰치야는 고모부의 비서일을 하는 것으로 정계에 입문했다.
1959년에 사이타마현의회 의원 선거에 자유민주당 공천으로 출마했는데 고모부의 지원을 받아 당선됐다. 1963년에 재선에 성공했으며 1965년 제7회 일본 참의원 의원 통상선거에 출마해 당선됐다. 이후 5선 의원을 지냈다. 소속 파벌은 청화회였다.
1970년 제3차 사토 내각에서 방위정무차관을 역임했으며 1973년에 청람회에 참여했다. 1979년 제2차 오히라 내각이 발족하자 환경청 장관에 취임해 처음 입각했으며 1985년부터 1988년까지 자민당 참의원 의원회장을 역임했다. 1988년에는 참의원 의장에 취임했는데 1991년 10월 임기 도중에 사임했다.
1992년에는 참의원 의원도 사임하고 사이타마현지사 선거에 출마해 당선됐다. 청람회 결성 과정에서 친밀해진 이시하라 신타로 도쿄도지사와 제휴해 수도권 광역 행정 구상을 추진했으며 강력한 지방분권을 추진해 산하 시정촌에 50개가 넘는 권한을 이양하고 공원 정비 사업을 벌였다. 각료와 의원을 역임한 경력을 바탕으로 중앙정부에 대해서도 강력한 압력을 넣는 등 힘 있는 지사임을 내세웠지만 지나친 공공사업으로 예산이 팽창한 데다 버블 경제 붕괴의 여파가 겹쳐 현의 재정 적자는 11년 사이에 4배로 폭증했다.
2003년 7월에 쓰치야의 정치자금관리단체인 지방행정연구회가 1억 엔이 넘는 헌금 기록을 누락했단 사실이 발각됐다. 이로 인해 「정치자금규정법」 위반 혐의로 정치 자금을 관리하던 장녀가 체포되었다. 당초 쓰치야는 강경한 자세를 보였지만 결국 지사를 사임하고 정계도 은퇴했다. 쓰치야 본인은 기소유예 처분을 받았지만 장녀는 실형을 살았다. 은퇴 후에 재단법인 일본-아르헨티나 협회장이 되었으며 2005년엔 일본농구협회장으로 내정되었다가 반대 의견이 강하자 스스로 고사했다.
만년엔 사이타마현 가스카베시에서 생활했으며 자민당 최고고문, 재단법인 일본-아르헨티나 협회장, 일본-니카라과 우호협회 명예회장 등을 역임했다. 차녀 쓰치야 시나코가 2005년 제44회 일본 중의원 의원 총선거에 출마했을 때 자민당의 선거 유세에 초대되는 등 전직 지사로서의 대우는 받았다. 이후에도 통일지방선거나 참원선 등의 유세에 참여했다.
2008년 10월 5일 0시 30분에 사이타마현의 자택에서 다발성 장기 부전으로 사망했다. 사후 종2위에 추서됐다.

## 논란

### 사이타마현지사 선거 출마
1991년 10월 참의원 의장에서 물러난 쓰치야는 다음 해에 사이타마현지사 선거에 출마하겠다고 밝혔다. 이에 당시 현역 지사로 있던 하타 야와라도 6선에 도전하겠다고 선언했다. 하타는 4선 중의원 의원을 지낸 뒤 5선 현지사가 되었으며 쓰치야는 의장까지 지낸 5선 참의원 의원이었기에 거물 정치인들의 일기토가 벌어지게 된 셈이었다(쓰치야는 자유민주당 소속이며 하타는 일본사회당 소속이었다가 탈당한 뒤 혁신계와 조금씩 거리를 두고 있었다).
그런데 당시 자민당을 실질적으로 움직이던 가네마루 신과 사회당 위원장 다나베 마코토는 5선을 한 하타를 퇴진시키고 자민당 현의회 의원단장 사쿠마 미노루를 후임으로 추대하기로 합의를 봤다. 그런데 정치가로서 오를 수 있는 최정상 중 하나인 참의원 의장까지 지낸 쓰치야의 현지사 선거 출마는 나가타초에겐 너무 급작스러운 이야기였다. 쓰치야는 지역구민에게 받은 은혜를 갚고 싶다며 의욕을 불태웠지만 임기 도중에 의장을 사임하고 지방선거에 출마하는 건 국회의 권위를 손상시킨다는 비판을 불러일으켰다.
가네마루는 야마구치 도시오에게 쓰치야와 하타를 만나서 설득하도록 했지만 실패했고(야마구치가 현지사 선거 출마에 욕심이 있었다는 얘기도 있다) 이후 가네마루가 직접 두 사람을 만나기도 했다. 그런데 1992년에 하타의 동생을 포함해 지역 건설업자들이 모인 사이타마 토요회라는 단체가 담합·불법 헌금 의혹에 휘말리는 사건이 발생했다. 의혹이 확산되자 하타는 결국 출마를 포기하고 이후 정계도 은퇴했다. 이에 가네마루가 이끄는 청화회는 쓰치야를 설득했지만 경세회와 다이쇼 제약 명예회장인 고모의 지원을 바탕으로 결국 쓰치야는 자민당의 공식 지지를 받는 데 성공했다.
이후 쓰치야가 당선되면서 자민당은 사이타마현의회에서 여당이 되었지만 여전히 당내에는 쓰치야를 지지하는 세력과 사쿠마를 지지하는 세력으로 나뉘어 있었다. 사쿠마는 현지사 선거에는 나서지 못했지만 대신 현의회 의원이 되었으며 이를 바탕으로 쓰치야와 대립했다. 그런데 1989년과 1992년 현의회 의장 선거 과정에서 사쿠마가 현금을 요구한 사실이 1993년 5월에 드러났다. 사쿠마는 체포되지는 않았지만 정치적 영향력이 크게 낮아졌고 사이타마현의회 자민당 의원들은 쓰치야 지지로 돌아섰다. 그리고 1996년 7월 사쿠마는 징역 1년 2월과 추징금 300만 엔의 실형이 확정되면서 둘의 정쟁은 비로소 끝이 났다.

## 역대 선거 기록
|  | 0% |

|  | 0% |

|  | 29.01% |

|  | 44.34% |

|  | 32.6% |

|  | 33.17% |

|  | 25.07% |

|  | 58.5% |

|  | 67.68% |

|  | 68.81% |

| 전임 우에무라 센이치로 | 제11대 환경청 장관 1979년 11월 9일~1980년 7월 17일 | 후임 구지라오카 효스케 |

| 전임 후지타 마사아키 | 제17·18대 일본 참의원 의장 1988년 9월 30일~1991년 10월 4일 | 후임 오사다 유지 |

| 전임 하타 야와라 | 제54·55·56대 사이타마현지사 1992년 7월 13일~2003년 7월 18일 | 후임 우에다 기요시 |